# Peter Schulting
Peter Schulting, né le 19 août 1987 à Emmeloord, est un coureur cycliste néerlandais.

## Biographie
Peter Schulting commence sa carrière en 2006 avec l'équipe continentale néerlandaise Cyclingteam Jo Piels. Pour sa deuxième saison, il remporte une étape du Tour de Berlin et termine cinquième du général. En juin, il est sixième du championnat des Pays-Bas espoirs. En 2008, il ne participe à aucune course en raison d'une grave blessure au genou.
En 2010, après une saison chez les amateurs, il fait son retour chez Jo Piels. Il gagne Kernen Omloop Echt-Susteren et le PWZ Zuidenveldtour. Il rejoint l'équipe Parkhotel Valkenburg en 2013. 
En 2016, il s'adjuge une étape et classement des grimpeurs du Tour de Taïwan et l'une étape du Kreiz Breizh Elites. En fin de saison, il est en Chine deuxième du Tour de Fuzhou et troisième du Tour du lac Taihu. En 2017, il retourne chez Destil-Jo Piels et remporte la Tobago Cycling Classic. La saison suivante, il gagne la Tacx Pro Classic et deux étapes du Tour de Roumanie.
Au mois d'aout 2020, il se classe dixième du championnat des Pays-Bas sur route.

## Palmarès et résultats

### Palmarès par année
- 2007
  - 3e étape du Tour de Berlin (contre-la-montre)
  - 2e étape du Scandinavian Week
  - 3e du Scandinavian Week
- 2010
  - Kernen Omloop Echt-Susteren
  - PWZ Zuidenveldtour
- 2013
  - 5e étape du Tour de la province de Namur
  - 3e du Tour de la province de Namur
- 2014
  - Tour du Limbourg
- 2016
  - 3e étape du Tour de Taïwan
  - 3e étape du Kreiz Breizh Elites
  - 2e du Tour de Fuzhou
  - 3e du Tour du lac Taihu
  - 3e du KOGA Slag om Norg
- 2017
  - Tobago Cycling Classic
- 2018
  - Omloop Houtse Linies
  - 1re et 4e étapes du Tour de Roumanie
  - Zwevezele Koers
  - Tacx Pro Classic
  - 2e de l'Omloop van de Braakman
- 2022
  - 3e étape de l'Olympia's Tour
  - Puivelde Koerse
- 2023
  - 3e de la Kemmel Koerse
  - 3e de la Muur Classic Geraardsbergen
- 2024
  - 3e étape du ZLM Tour
  - 2e de l'Omloop Houtse Linies
  - 3e du Prix national de clôture

### Classements mondiaux
| Année                                 | 2007 | 2008 | 2009  | 2010 | 2011 | 2012 | 2013  | 2014 | 2015 | 2016 | 2017 | 2018 | 2019  | 2020  | 2021 | 2022  | 2023  | 2024  |
| ------------------------------------- | ---- | ---- | ----- | ---- | ---- | ---- | ----- | ---- | ---- | ---- | ---- | ---- | ----- | ----- | ---- | ----- | ----- | ----- |
| Classement mondial                    |      |      |       |      |      |      |       |      |      | 529e | 267e | 493e | 2074e | 1857e | nc   | 1729e | 1212e | 1346e |
| UCI Europe Tour                       | 632e | nc   | 1136e | 348e | 890e | nc   | 1123e | 899e | nc   | 645e | 478e | 282e | 1355e | 1370e | nc   | 1131e | nc    | nc    |
| UCI Asia Tour                         | nc   | nc   | nc    | nc   | nc   | nc   | nc    | nc   | nc   | 99e  | 34e  | nc   |       |       |      |       |       |       |
| UCI America Tour                      | nc   | nc   | nc    | nc   | nc   | nc   | nc    | nc   | nc   | nc   | 97e  | nc   |       |       |      |       |       |       |
| UCI Africa Tour                       | nc   | nc   | nc    | nc   | nc   | nc   | nc    | 105e | nc   | nc   | nc   | nc   |       |       |      |       |       |       |
|                                       |      |      |       |      |      |      |       |      |      |      |      |      |       |       |      |       |       |       |
| Légende : nc = non classéSource : UCI |      |      |       |      |      |      |       |      |      |      |      |      |       |       |      |       |       |       |